# Sociologie de l'environnement
 (mai 2024).
La mise en forme du texte ne suit pas les recommandations de Wikipédia : il faut le « wikifier ».
Les points d'amélioration suivants sont les cas les plus fréquents. Le détail des points à revoir est peut-être précisé sur la page de discussion.
- Les titres sont pré-formatés par le logiciel. Ils ne sont ni en capitales, ni en gras.
- Le texte ne doit pas être écrit en capitales (les noms de famille non plus), ni en gras, ni en italique, ni en « petit »…
- Le gras n'est utilisé que pour surligner le titre de l'article dans l'introduction, une seule fois.
- L'italique est rarement utilisé : mots en langue étrangère, titres d'œuvres, noms de bateaux, etc.
- Les citations ne sont pas en italique mais en corps de texte normal. Elles sont entourées par des guillemets français : « et ».
- Les listes à puces sont à éviter, des paragraphes rédigés étant largement préférés. Les tableaux sont à réserver à la présentation de données structurées (résultats, etc.).
- Les appels de note de bas de page (petits chiffres en exposant, introduits par l'outil «  Source ») sont à placer entre la fin de phrase et le point final[comme ça].
- Les liens internes (vers d'autres articles de Wikipédia) sont à choisir avec parcimonie. Créez des liens vers des articles approfondissant le sujet. Les termes génériques sans rapport avec le sujet sont à éviter, ainsi que les répétitions de liens vers un même terme.
- Les liens externes sont à placer uniquement dans une section « Liens externes », à la fin de l'article. Ces liens sont à choisir avec parcimonie suivant les règles définies. Si un lien sert de source à l'article, son insertion dans le texte est à faire par les notes de bas de page.
- La présentation des références doit suivre les conventions bibliographiques. Il est recommandé d'utiliser les modèles {{Ouvrage}}, {{Chapitre}}, {{Article}}, {{Lien web}} et/ou {{Bibliographie}}. Le mode d'édition visuel peut mettre en forme automatiquement les références.
- Insérer une infobox (cadre d'informations à droite) n'est pas obligatoire pour parachever la mise en page.

Pour une aide détaillée, merci de consulter Aide:Wikification.
Si vous pensez que ces points ont été résolus, vous pouvez retirer ce bandeau et améliorer la mise en forme d'un autre article.
La sociologie de l'environnement ou sociologie environnementale est une branche courant de la sociologie vouée à l'étude des relations réciproques entre les sociétés et leurs milieux, apparu dans les années 1970.

## Champ d'étude
La sociologie de l'environnement étudie les relations réciproques qu'entretiennent les sociétés et leurs milieux : d'une part l'influence des sociétés sur leur environnement, d'autre part, l'influence de l'environnement sur les sociétés,.

## Historique
La sociologie environnementale émerge comme courant de la sociologie dans les années 1970, après la publication très médiatique du rapport Meadows en 1972,  Les fins de la croissance, par le Club de Rome qui contribue à mettre en évidence le fort degré de dépendance des sociétés humaines à leur environnement naturel et qui interpelle l’idée selon laquelle la croissance sans précédent qu’ont connu les pays développés durant les Trente Glorieuses était sans limite. Ce rapport s’interroge sur les vertus de la croissance dans une approche qui marque un tournant de la pensée scientifique. Parmi ses préconisations, la croissance zéro, sera une des idées fondatrices de l’écologie politique, un mouvement en émergence durant cette période au cours de laquelle, sous l’égide de l’ONU, sont organisés les différents Sommets de la Terre, qui réunissent l’ensemble des chefs d’État de la planète et dont un des plus marquants est celui de Rio de Janeiro en 1992. Ce Sommet sera l’occasion de lancer  la convention-cadre des Nations unies sur les changements climatiques (CCNUCC). Il sera par ailleurs marqué par un accord de l’ensemble des pays réunis à cette occasion sur l’un agenda 21[1]qui se présente comme un instrument de politique publique dont la mise en œuvre, partout dans le monde, va offrir à la sociologie environnementale l’occasion privilégiée de se développer à la frontière avec la science politique en ciblant le territoire de l’action publique environnementale comme objet d’analyse.
En France, la prise en compte de ces nouvelles exigences environnementales se manifeste dans un contexte de transformation de l’organisation territoriale de la société française sous l’effet de l’application des Lois de la décentralisation à partir de 1982[2] qui ont offert l’occasion aux territoires de la République de devenir un objet privilégié de recherche non seulement pour la géographique et l’histoire comme cela avait été jusqu’alors le cas mais également pour la science politique et, plus spécifiquement, pour la sociologie. C’est dans ce contexte que l’on a assisté à une réactualisation de la sociologie du développement, jusque-là réservée à l’analyse des pays en développement, au profit d’une sociologie du développement local et/ou du développement territorial[3], un développement qui va petit à petit intégrer une exigence durable, et qui va contribuer à enrichir la sociologie environnementale en privilégiant la prise en compte du territoire comme espace de production d’actions collectives et, à ce titre, comme objet d’études. Ces actions collectives se présentent généralement sous la forme d’initiatives et de projets qui concernent tous les aspects de la vie locale tant dans les domaines de la vie économique et sociale que de la vie culturelle[4],  comme le résultat de la mobilisation des acteurs locaux et de leurs partenaires, de leurs ressources de toute nature et de tous ordres, dont on attend des effets en termes de mieux-être de ses populations et de contrôle de leur territoire. De telles pratiques, qui se présentent comme des pratiques participatives généralement peu formalisées, sont à l’origine d’un mode de gestion des territoires qui se préoccupe d’intégrer progressivement les exigences environnementales chaque fois que les circonstances y seront favorables[5]. De la même manière, chaque fois que les circonstances s’avèrent favorables, cette façon de gérer le territoire a pour effet de conférer à de telles actions un rôle politique, quelle que soit la nature de ces actions et quel que soit leur secteur d’application[6]. Cet ensemble de transformations quant à la manière de concevoir la gestion locale confère à celle-ci une complexité qui explique la référence au concept de gouvernance pour rendre compte de la manière dont elle fonctionne. Cette référence à la gouvernance territoriale s’avère particulièrement pertinente chaque fois que ces actions intègrent les exigences environnementales dont le caractère transversal complexifie leur prise en compte[7]. En même temps, la mise en exergue des enjeux environnementaux qu’il en résulte permet de mieux apprécier leur contribution à conférer une plus grande légitimité aux actions engagées dans le registre des politiques publiques.
La reconnaissance du rôle politique conféré aux actions territoriales relève d’une nouvelle manière de concevoir et de faire de la politique[8], dans un contexte marqué par une montée en généralité des incertitudes relatives au devenir du territoire qui font notamment échos au devenir de la planète. Cette nouvelle manière de faire de la politique repose, comme cela a été dit précédemment, sur des pratiques de mobilisation territoriale qui s’apparentent à des pratiques participatives, plus ou moins instituées, auxquelles l’utilisation d’instruments de politique publique comme l’agenda 21 conforte la légitimité. L’analyse de ces pratiques a notamment pour effet de réactualiser les réflexions sur les formes de démocratie locale ; des analyses qui mettent en évidence les lignes de partage entre les pratiques de la démocratie représentative et les pratiques de la démocratie délibérative[9]. Les débats qui accompagnent l’expérimentation de ces nouvelles pratiques, en particulier ceux qui ont trait aux incertitudes qui affectent le devenir du territoire en raison des défis environnementaux sont à l’origine d’un nouveau type de compétences, à l’interface entre les mondes sociaux et l’univers des techniques et des expertises de toute nature, des compétences capables de prendre en compte les qualités sociales des acteurs concernés et de faciliter leur rapprochement avec les cultures de référence des techniciens et des experts. L’usage de ces compétences est à l’origine de savoirs socio-techniques[10] qui sont appelés à jouer un rôle particulièrement important en matière d’actions publiques territoriales chaque fois que celles-ci répondent à des défis environnementaux au sujet desquels la référence aux acquis de la science et aux avis des scientifiques est essentielle. Cette importance est d’autant plus justifiée dans un contexte de mise en doute des résultats de la science et des avis des scientifiques par une partie des opinions publiques qui refusent de considérer ces incertitudes et rejettent leur explication[11].
Durant cette même période, un autre courant de sociologie environnementale s’est développée en référence à une prise en compte beaucoup plus radicale des enjeux environnementaux à partir d’une critique sévère sur la relation dévoyée entre l’homme et la nature qui a permis aux mondes de la connaissance et de la recherche d’accompagner les transformations de la société industrielle, libérale et néo-libérale, sans pour autant réussir à convaincre les décideurs politiques sur les mesures à prendre pour répondre aux incertitudes qui menacent le devenir de la planète-terre sous l’effet des défis climatiques et, d’une manière plus générale, sous l’effet conjoint d’une non prise en compte des exigences environnementales qui pourraient remettre en cause le modèle de société néo-libérale dont les principes d’organisation et les valeurs de référence sont en train de s’imposer partout dans le monde. Ce courant a été, en partie, inspiré par Bruno Latour en France ; en particulier son livre manifeste des années 80 « Nous n’avons jamais été modernes »[12], relayé, dans le champ de l’anthropologie, par les fils de Claude Levi-Strauss, en particulier, le plus illustre d’entre eux, Philippe Descola, par ailleurs proche de Bruno Latour[13]. Sa critique de la modernité se fonde tout particulièrement sur le rôle de la science dans la construction de la pensée des modernes depuis la période des Lumières, selon un cheminement remarquablement analysé par le philosophe Pierre Charbonnier[14] dans l’ouvrage Abondance et liberté, Une histoire environnementale des idées politiques qui met en évidence tout un ensemble de contradictions qui ont alimenté l’évolution de la pensée occidentale, en particulier quant à sa manière de lier les aspirations à la liberté des individus comme finalité d’un progrès en quête d’une abondance recherchée par quelque moyen que ce soit et quel qu’en soit le coût humain, économique et politique ; en témoignent, en particulier, les différentes formes de colonisation qui ont permis d’entretenir une abondance au nom d’un progrès que l’on faisait miroiter à des personnes privées de liberté. C’est pour répondre à de telles contradictions que Bruno Latour s’est attaché à développer une œuvre scientifique qui nous offre un cadre théorique, une épistémologie et des instruments d’analyse pour nous réapprendre à faire de la recherche et à produire de la connaissance en tenant compte des impasses dans laquelle nous a conduit l’illusion d’avoir été modernes[15]. Plus récemment, la crise écologique s’impose aux Modernes sous la forme d’un tremblement de terre qui confirme qu’« on ne comprend rien à l’accroissement effarant des inégalités ni à « la vague des populismes », ni à « la crise migratoire » si l’on ne comprend pas qu’il s’agit de trois réponses… à la formidable réaction d’un sol à ce que la globalisation lui a fait subir » (pp. 32-33). Et Bruno Latour de poursuivre que si la nature s’invite au point de devenir le territoire, ce sont de nombreux repères de l’homme forgé par les Lumières qui sont mis en cause, sa propriété, son identité, ses traditions, son mode de vie, ses attachements, ses appartenances, sa nation etc. La preuve en est fournie par la crise climatique qui s’impose comme la manifestation de problèmes environnementaux que l’on retrouve au cœur de tous les enjeux géopolitiques et qui s’avère « directement liée à celle des injustices et des inégalités » (p.12). C’est la raison pour laquelle Bruno Latour reconnaît que l’accord de Paris sur le climat du 12 décembre 2015 à la fin de la conférence dite COP21 constitue un événement majeur qui traduit une prise de conscience selon laquelle il n’y a pas d’autres planètes supplémentaires pour permettre aux terrestres de maintenir leurs espoirs de développement et que le nouveau défi pour les humains consiste dorénavant soit à dénier l’existence d’un problème général soit de négocier les meilleures conditions pour atterrir. Son ouvrage « Où atterrir ? Comment se guider en politique » (La Découverte, Paris, 2017) propose une sorte de vade-mecum qui nous permette de nous situer, de mieux comprendre comment nous en sommes arrivés à pareille situation et d’apprécier au mieux les conditions de notre atterrissage. Alors que la crise climatique devient de plus en plus manifeste et tandis qu’une partie des humains s’enferment dans le déni, Bruno Latour considère que l’écologie politique a un rôle important à jouer qui s’est d’ores et déjà traduit par sa capacité à « remplir l’espace public de nouveaux enjeux » (p. 63) en facilitant la reconversion en activités politiques de préoccupations qui jusqu’alors n’avaient pas été considérées comme telle. Malgré ces acquis, un long chemin reste à parcourir pour conforter de tels acquis encore trop fragiles. En particulier, pour permettre à la question sociale qui s’est imposée dans le courant du XIXème siècle d’intégrer la question environnementale pour ne faire qu’un de manière à éviter les confrontations contradictoires entre enjeux sociaux et enjeux environnementaux et permettre au mouvement social de se saisir des enjeux écologiques. En toile de fond se dessine la perspective d’une nouvelle approche de la réalité des classes sociales dont la définition en référence au système de production paraît trop restrictive et ne permet pas d’intégrer les perspectives du système d’engendrement que la nouvelle question géo-sociale met en évidence. Cette réflexion est l’objet de l’ultime ouvrage de Bruno Latour. Sur ce long chemin, il est un autre enjeu qui taraude depuis ses origines la pensée de Bruno Latour, celui du rôle de la science et des scientifiques, un enjeu devenu essentiel dans un contexte où les tenants du climato-scepticisme sont de plus en plus nombreux, pour partie en raison d’une fuite en avant en considérant qu’il n’existe aucune option pour éviter la catastrophe à venir et que le mieux est de tirer profit des moments qu’il nous reste et pour autre partie, de considérer que la science se trompe et que les scientifiques nous trompent. Le conflit que ces deux perspectives mettent en évidence est celui qui oppose le système de production au système d’engendrement, un conflit résultant de l’émergence du Terrestre comme nouvel acteur sur la scène internationale et planétaire qui réagit à la volonté conquérante des hommes modernes au nom du progrès. Ce conflit n’est pas seulement un conflit de classes sociales ; il est en même temps un conflit entre deux conceptions de la science qui met notamment en cause un autre rapport à la nature comme objet de recherche et comme ressource matérielle exploitable ; il met également en cause une autre épistémologie qui ne se limite pas à produire de la connaissance mais accompagne l’engendrement de terrestres.
En matière de sociologie environnementale, le Brésil constitue de nos jours une référence bien particulière en raison des transformations qu’a connu l’Amazonie sous l’effet d’expériences socio-économiques et socio-politiques qui ont conféré à la question environnementale un rôle original et significatif. Cette originalité est le résultat d’un concours de circonstances en relation avec le retour de la démocratie en 1987 après une vingtaine d’années de dictature militaire et la mise en œuvre d’une Constituante qui a donné naissance à la Constitution de 1988 considéré par les spécialistes comme une Constitution moderne. Ce retour de la démocratie s’est opéré dans un contexte national marqué par la permanence en Amazonie brésilienne d’un système de domination hérité de la colonisation, l’aviamento[16], qui s’est renforcé à l’occasion de l’exploitation du caoutchouc à la fin du XIXème siècle et au tout début du XXème et qui s’est maintenu malgré l’abolition de l’esclavage en 1888 et la proclamation de la République en 1989. Dans cette même période des années 80-90, le contexte international est marqué par l’affirmation de préoccupations environnementales qui mobilisent de nombreux mouvements sociaux à travers le monde et qui profitent de l’organisation des Sommets de la Terre sous l’égide de l’ONU pour faire état de leurs revendications. Dans le contexte brésilien de la fin des années 80, cette mobilisation prend le visage de Chico Mendès, descendant des seringueiros de la période de la borracha (exploitation du caoutchouc), leader d’un mouvement social qui interpelle les pouvoirs politiques brésiliens, avec l’appui des syndicats, des représentants des milieux académiques, des autorités religieuses pour répondre aux revendications citoyennes et territoriales des populations traditionnelles, qui concernent tout particulièrement le droit à l’usage de la terre, sinon à sa propriété et leur reconnaissance en tant que citoyens et travailleurs à part entière méritant de disposer d’institutions compétentes et légitimes pour défendre leur survie et celle de leurs familles dans un environnement social et politique particulièrement hostile au moment dans un contexte où l’Amazonie brésilienne connaît une accélération de l’exploitation de ses ressources sous toutes natures qui mettent en particulier en cause les conditions de survie non seulement des communautés qui l’habitent mais également des ressources qui sont à la base de la richesse de sa biodiversité. S’inspirant, sur le plan de la gestion du territoire, des Réserves crées au bénéfice des populations autochtones de l’Amérique et, sur le plan idéologique, des valeurs préconisées par la théologie de la Libération émanant des courants progressistes de l’Église catholique à la suite du concile Vatican II, Chico Mendès et ses compagnons se sont rapprochés des milieux académiques pour concevoir, à titre expérimental, un modèle de Réserve, la Réserve Extractiviste, comme instrument de politique publique[17] susceptible de répondre aux demandes des communautés de populations dites « traditionnelles ». Ces populations se sont installées en Amazonie à la suite des grandes transformations économiques et sociales que cet immense territoire a connu et continue de connaître depuis l’exploitation du caoutchouc à la fin du XIXème siècle et, à partir du milieu du XXème siècle avec la politique de colonisation de l’Amazonie mise en œuvre pour réaliser les grands chantiers d’infrastructures routières et hydrauliques pour faciliter l’exploitation des matières premières dont cette grande région déborde tant en minerais qu’en bois et le développement de l’agro-négoce à la suite de la déforestation, ainsi qu’une politique d’implantation de l’agriculture familiale. Dans ce pays qui n’a jamais réussi à mettre en œuvre une réforme agraire au point que l’occupation de la terre s’impose, du côté des dominants, comme la pratique habituelle pour acquérir par la force la propriété privée de la terre dans le but d’en exploiter sans limite les ressources par quelques moyens que ce soit y compris et avant tout ceux de la violence et, du côté des classes dominées, comme le moyen d’occuper une terre pour assurer leur propre survie et d’en réclamer un droit d’usage à défaut de propriété. Généralement anciens seringueiros ou descendants de seringueiros, ces familles ont choisi de s’installer sur des terres en grande partie abandonnées en tirant notamment profit de l’exploitation des ressources extractivistes particulièrement riches et diversifiées dans ces zones de forêts traversés par des rivières dans le but d’assurer leur survie économique, sociale et culturelle grâce aux savoir-faire acquis par le passé dans le cadre de l’exploitation de la borracha. Le Mouvement des Sans Terre[18], connu dans le monde entier pour son efficacité et son originale organisation a constitué une référence incontestable tant en matières de pratiques militantes qu’en matières de revendications de la terre à laquelle le mouvement des seringueiros y a ajouté les références environnementales qui ont légitimé leurs actions. En effet, en comparaison à la Réserve indigène et au Mouvement des Sans Terre dont elle s’inspire, l’originalité de la RESEX (Réserve Extractiviste) qui va naître de cette rencontre entre enjeux sociaux, enjeux économiques et enjeux académiques dans le contexte national et international que nous venons de présenter est de proposer aux communautés de populations traditionnelles un droit d’usage de la terre qu’elles occupent de manière illégale depuis de nombreuses années au risque de conflits permanents accompagnés souvent de menaces de mort de la part des fazendeiros qui bénéficient d’un de droit de propriété discutable qu’ils imposent grâce à un pouvoir de domination qu’ils exercent par la force physique en dehors de toute légitimité juridique[19]. Ce droit d’usage de la terre reconnu dans le cadre de la RESEX est la contre-partie d’un contrat passé entre l’État et les représentants des communautés traditionnelles leur conférant ce droit d’usage de leur territoire d’occupation en échange de leurs compétences à promouvoir une gestion de leur territoire qui réponde aux exigences environnementales. Ces compétences sont le résultat des savoir-faire de ces populations acquises du fait de leur connaissance du milieu qui concernent notamment les ressources extractivistes, une connaissance dont elles ont hérité dans le cadre de leur activité de seringueiros (saberes nativos).  L’assassinat de Chico Mendès à la veille de la réunion du Sommet de la Terre de Rio en 1992 va avoir un retentissement mondial dont un des effets est d’accélérer la création d’un cadre législatif et institutionnel d’une grande ampleur qui se traduira notamment par la reconnaissance des descendants des seringueiros comme travailleurs à part entière doté d’un cadre législatif et d’institutions à même de les défendre[20] et par la reconnaissance de la Réserve Extractiviste comme instrument de politique publique doté d’un ensemble de ressources de toute nature, parmi lesquelles le recours à des appuis techniques et scientifiques, une offre d’outils comme les diagnostics participatifs, les contrats de gestion etc. et la création d’un Conseil délibératif comme instance de gestion de la Réserve et de son territoire, de manière à permettre aux Réserves nouvellement créées d’expérimenter dans les meilleures conditions les nouvelles pratiques que nécessitent l’élaboration des diagnostics participatifs de territoire, la conception d’un plan de gestion élaboré en partenariat avec les populations locales, les experts et les élus locaux et leur mise en œuvre au niveau du territoire pour répondre aux exigences environnementales, l’apprentissage des débats dans le cadre de la nouvelle institution, le Conseil délibératif, appelée à assumer une fonction politique chaque fois que les conditions locales s’avèrent favorables[21]. L’usage d’un tel instrument a pour effet d’apporter une solution originale au double problème : le problème d’une reconnaissance de ces populations traditionnelles qui vivaient jusqu’à présent à la marge de la société brésilienne sans considération de qui que ce soit à partir d’un droit d’usage de leur terre et d’une reconnaissance de leurs compétences et le problème de la gestion des territoires amazoniens dans le double but de faciliter le bien-être des populations traditionnelles et le développement durable d’un territoire jusque-là menacé en raison d’un mode d’exploitation aux antipodes des enjeux environnementaux. En échos à ce double problème, l’originalité de la RESEX est d’apporter une réponse ambitieuse en termes économiques et sociale mais aussi juridiques, techniques et politiques à partir de la reconnaissance des savoirs locaux des populations qui occupent le territoire qui vont s’apprécier en vertu de leur engagement conjoint avec leurs partenaires techniques et politiques dans des actions territoriales environnementales qui ont pour objet la gestion de leur territoire dans le respect des exigences environnementales. Cette réponse a tiré profit, lors de sa mise en œuvre au début des années 2000, de l’intense mobilisation des populations locales[22] qui se sont organisées sous la dictature militaire avec l’appui de l’église catholique en référence à la théologie de la Libération, comme évoqué précédemment, pour défendre non seulement leur existence mais également leur re-existença[23], à l’image de ce qu’a promu le Mouvement des Sans Terre. La RESEX tire aujourd’hui sa légitimité des effets du vaste processus de transformation que José Leite Lopes qualifie d’ambientalizaçao[24], « un processus historique de construction de nouveaux phénomènes, associé à un processus d’intériorisation par les personnes et par les groupes sociaux… de différentes facettes de la question publique environnementale »[25]. Ce processus se présente comme une nouvelle étape de la Grande Transformation que décrit Karl Polanyi[26], celle de la globalisation et de l’extension planétaire du modèle post-libéral, qui s’accompagne de l’émergence de nouveaux risques[27] et de nouvelles peurs en relation avec les défis environnementaux. Selon José Leite Lopes, l’ambientalizaçao se manifeste en particulier par une production juridique et institutionnelle intensive, comme nous l’avons indiqué précédemment, pour répondre aux enjeux environnementaux, par l’augmentation de conflits environnementaux au niveau local dont la recherche de solutions est l’occasion d’apprentissage de nouvelles pratiques sociales et politiques, par une éducation environnementale à l’origine d’un nouveau code de conduites individuelles et collectives, et par un usage habituel de la participation à la prise de décision. Les expériences acquises montrent de quelle manière, dans un tel contexte, la question environnementale prend le relais de la question sociale et s’impose comme une nouvelle source de légitimité et d’argumentation des conflits sociaux. Elles montrent également comment la prise en compte de la question environnementale et les pratiques participatives qui l’accompagnent ont pour effet, chaque fois que les circonstances s’avèrent favorables, une politisation des situations locales qui contribuent au renouvellement de la démocratie locale avec tout ce que cela implique en matière de remise en cause du système local de pouvoir[28].
Ces expériences brésiliennes font échos aux questionnements de Bruno Latour dont il a été question précédemment, en particulier ceux qui concernent la manière de se repérer en politique qui le conduisent à distinguer les territoires sous l’emprise du système de production et ceux qui font le choix d’expérimenter le système d’engendrement[29]. Dans le premier système, c’est la question sociale qui prédomine en référence à une modernité conçue en termes de progrès dans la liberté ; dans le second système, priorité à la question environnementale par la mise en œuvre de méthodes de travail que Bruno Latour a tenté de formaliser avant de nous quitter. Dans son dernier essai sur Les enjeux écologiques contemporains, Pierre Charbonnier[30] reconnaît la richesse et l’originalité de l’expérience brésilienne en matière de réponses aux questions environnementales, considérant qu’elle ouvre des pistes intéressantes sous la forme d’une mobilisation sociale qui prend appui sur un travail de désarticulation entre la sphère des connaissances techniques et scientifiques, la sphère juridique et la sphère politique. Selon l’auteur, l’analyse de cette expérience offre à la sociologie environnementale en construction[31] matière à réflexions au-delà du contexte particulier de l’Amazonie. 
[1] L'Agenda 21 est un plan d'action pour le xxie siècle adopté par 182 chefs d'État lors du sommet de la Terre à Rio de Janeiro en juin 1992 qui concerne les collectivités territoriales de chacun des pays signataires : régions, départements, communes, ainsi que les établissements publics comme les communautés de communes et les communautés d'agglomération. Ces collectivités territoriales sont appelées à mettre en place un programme d’actions intégrant les principes du développement durable qui repose notamment sur un « mécanisme de consultation de la population » dans le but de promouvoir des actions « au niveau administratif le plus proche de la population » de manière à assumer « un rôle essentiel dans l'éducation, la mobilisation et la prise en compte des vues du public en faveur d'un développement durable. »
[2] La première loi de décentralisation est votée le 28 janvier 1982 sous le premier gouvernement de François Mitterrand. Elle sera suivie de 25 lois complétées par environ 200 décrets qui vont constituer ce qu’il est convenu d’appeler « l’Acte I de la décentralisation ». En 2003, sous le premier gouvernement de Jacques Chirac, « l’Acte II de la décentralisation » prend la forme d’une loi constitutionnelle relative à l’organisation décentralisée de la République qui a été suivie de plusieurs lois organiques nécessaires à son application. Cet ensemble de lois a permis l’adoption d’un important transfert de compétences nouvelles au profit des collectivités territoriales.
[3] Nombreux sont les scientifiques qui ont travaillé sur cette thématique émergente à partir des années 80. Nous nous limiterons ici à indiquer quelques-uns des auteurs de références : José Arocéna, Le développement par l'initiative locale : le cas français, 1986, Paris, l’Harmattan. Alain Bourdin, La question locale, 2000, Paris, PUF ; Alain Faure, Territorialisation de l’action publique et subsidiarité. La fin annoncée du “ jardin à la française ”, Paris, Les Cahiers de l’Institut de la Décentralisation ; Xavier Greffe, Le développement local, 2002, Paris, Éditions de l’Aube, Datar ; Pierre Teisserenc, Les politiques de développement local, 2002, Paris, Economica, 2e Édition, Collection « Collectivités Territoriales ».
[4] Les références en matière d’actions publiques territoriales ne manquent pas : Muriel Tapie-Grime, Cécile Blatrix et Patrick Mocquay, Développement durable et démocratie participative. La dynamique performative locale, 2007, Paris, PUCA ; Jean-Marc Offner, « Les territoires de l’action publique locale. Fausses pertinences et jeux d’écarts », in Revue Française de Science Politique, n° 56, 1/2006, pp. 27-47 ; Pierre Lascoumes et Patrick Le Galès, Sociologie de l’action publique, 2007, Paris, Armand Colin, collection universitaire de poche.
[5] Cf. à ce propos l’ouvrage de Muriel TAPIE-GRIME, Cécile BLATRIX Cécile et Patrick MOCQUAY, 2007, Développement durable et démocratie participative. La dynamique performative locale, PUCA, Paris ; ou encore celui de Bertrand Zuindeau, Développement durable et territoire, 2000, Lille, Septentrion, Presses Universitaires de Lille.
[6] Pierre Teisserenc, L’Action publique dans ses nouveaux territoires en France et au Brésil, 2013, Paris, l’Harmattan, coll. « Administration et Aménagement du territoire ».
[7] Jacques Theys, « La gouvernance entre innovation et impuissance : le cas de l’environnement », 2003, in Développement durable et territoires, dossier 2 : Gouvernance locale et développement durable.
[8] Cette manière de penser la politique non à partir de pratiques reconnues comme telles et légitimées à ce titre qui constitue la base de référence de la science politique mais en référence à des pratiques reconnues comme telles à la suite d’accords entre acteurs engagés dans l’action publique locale rejoint les réflexions de Jacques Lagroye sur la politisation (La politisation, 2003, Paris, Belin) et celle de Claude Lefort sur ce que ce que nous apprend la démocratie au sujet de ce qu’est la politique (Essais sur le Politique. XIXème-XXème siècles ? 1986, Le Seuil, Points Essais, Paris).
[9] Yves Sintomer, « Démocratie participative, démocratie délibérative : l’histoire contrastée de deux catégories émergentes », in Marie-Hélène Bacqué et Yves Sintomer, La démocratie participative. Histoire et généalogie, 2011, Paris, la Découverte, pp. 114-34.
[10] Michel Callon, Pierre Lascoumes et Yves Barthe, Agir dans un monde incertain. Essai sur la démocratie technique, 2001, Paris, Seuil, « La couleur des idées ».
[11] Pierre Lascoumes, Action publique et environnement, 2012, Paris, PUF, coll. « Que sais-je ? »
[12] Bruno Latour, Nous n’avons jamais été modernes, 1991, Paris, Éditions La Découverte.
[13] Cette idée de « fils de Claude Lévi-Strauss » fait référence à un article du journal le Monde qui rendait compte des menaces qui pèsent sur le mouvement « Les mouvements de la terre » du fait d’une volonté gouvernementale de l’interdire en raison des radicalités de ses pratiques et qui s’interroge sur le rapprochement qui s’est opéré dans cette période de grande incertitude environnementale entre des courants radicaux quant à leur volonté de dénoncer l’absence de volonté des pouvoirs politiques pour promouvoir des politiques environnementales à la hauteur des défis environnementaux et certains milieux scientifiques nourris à la pensée de Claude Lévi-Strauss : « si les Claude Lévi-Strauss d’aujourd’hui conversent avec les zadistes et soutiennent la Terre qui se soulève, c’est parce que la réalité a pris la forme de la radicalité. Elle oblige, comme y invite l’étymologie d’origine latine et la pensée critique, à « saisir les choses à la racine » (Nicolas Truong, Journal Le Monde, 22 avril 2024).
[14] Pierre Charbonnier, Abondance et liberté, Une histoire environnementale des idées politiques, 2020, Paris, La Découverte.
[15] Bruno Latour,  Changer de société. Refaire de la sociologie, 2005, Paris, La Découverte, « Armillaire ».

[16] Marcio Meira, A persistencia do Aviamento. Colonialismo e Historia indigena no Nordeste Amazonico, 2019, Edufscar, Sao Carlos.
[17] Pierre Teisserenc, « Les RESEXs, un instrument au service des politiques de développement durable en Amazonie brésilienne », in Revista Pos Ciencias Sociais, n° 12, 2010, EDUFMA, Dossie : « Amazonia e paradigmas de desenvolvimento », pp. 41-68.
[18] Le Mouvement des Sans Terres (MST) a été créé
[19] Cf. à ce sujet l’étude Christian Geffray, Chroniques de la servitude en Amazonie brésilienne, 1995, Paris, Édition Karthala. On lira également avec un grand intérêt Philippe Léna, « Les rapports de dépendance personnelle au Brésil. Permanence et transformations », 1996, Lusotopie, pp. 111-122.
[20] Le Brésil se dote à cette occasion d’un Ministère du meio ambiante, d’une institution nationale chargée de promouvoir et d’organiser une politique publique ambientale (IBAMA) et, pour ce qui concerne plus spécifiquement les descendants de seringueiros, le Syndicat National des Populations Traditionnelles (SNPT).
[21] Maria Joé Teisserenc Aquino e Pierre Teisserenc
[22] Henri Acselrad, Ambientalização das lutas sociais. O caso do movimento por justiça ambiental, Estudos Avançados, 24, (68), 2010, pp. 103-119 
[23] Carlos Walter Porto Gonçalves, Amazônia, Amazônias, 2001, São Paulo, Editora Contexto.
[24] José Sérgio Leite Lopes, Sobre processos de “Ambientalização” de conflitos e sobre dilemas da participação, Horizontes Antropológicos, Porto Alegre, ano 12, n. 25, jan./jun. 2006.
[25] José Sérgio Leite Lopes, o.c., p. 34.
[26] Karl Polanyi, La grande transformation. Aux origines politiques et économiques de notre temps, 1983, Paris, Gallimard.
[27] Ulrick Beck, La société du risque : sur la voie d'une autre modernité, 2001, Paris, Éditions Aubier.
[28] Maria José Teisserenc Aquino et Pierre Teisserenc, “Politização, ambientalização e desenvolvimento territorial em Reservas Extrativistas”. Caderno CRH, Salvador, v. 29, n. 77, 2016, pp 229-242.

[29] Pierre Teisserenc, L’ambientalização dans les territoires de l’Amazonie brésilienne : entre production et engendrement, in Rivista Italiana di Philosophie Politica, Firenze, n° 3, 2022, pp.113-130.

[30] Pierre Charbonnier, Culture écologique, 2022, Éditions de Sciences Po, coll. « Les petites humanités ».
[31] Pierre Charbonnier, Culture écologique, 2022, Éditions de Sciences Po, coll. « Les petites humanités ».